# M1941ジョンソン小銃
M1941ジョンソン小銃（M1941ジョンソンしょうじゅう、M1941 Johnson Rifle）は、アメリカ合衆国で開発された半自動小銃である。第二次世界大戦期、メルヴィン・ジョンソンによって開発された。M1ガーランドなどと並んでアメリカ軍の主力小銃の候補とされたが、結局アメリカ陸軍による採用は叶わず、比較的少数がアメリカ海兵隊によって運用されるに留まった。

## 設計
M1941小銃は歩兵用自動小銃としては珍しく、反動利用型（ショートリコイル）の作動方式を採用している。このため、従来の自動小銃が備えたガスシステムは不要になり、製造が容易になったほか、ガスによる汚れも軽減できるとされた。その他にも10連発のロータリーマガジンや、銃床と分断された木被など特徴的なデザインが取り入れられていた。装填にはM1903小銃と同様の5連発クリップを使用した。
M1ガーランドと比較して、M1941小銃はより反動が小さく、また弾倉容量の点でも有利だった。しかし、独特な作動方式の影響で射撃が上下に分散しやすい問題や、着剣時に銃剣の重みで動作不良を起こす問題などは最後まで解決できなかった。また部品数も多く、前線におけるフィールドストリップ時に部品紛失等の問題が多発する事が予想された。結局、M1941小銃はM1小銃よりも堅牢性や信頼性などが劣ると判断されていた。

### 銃剣

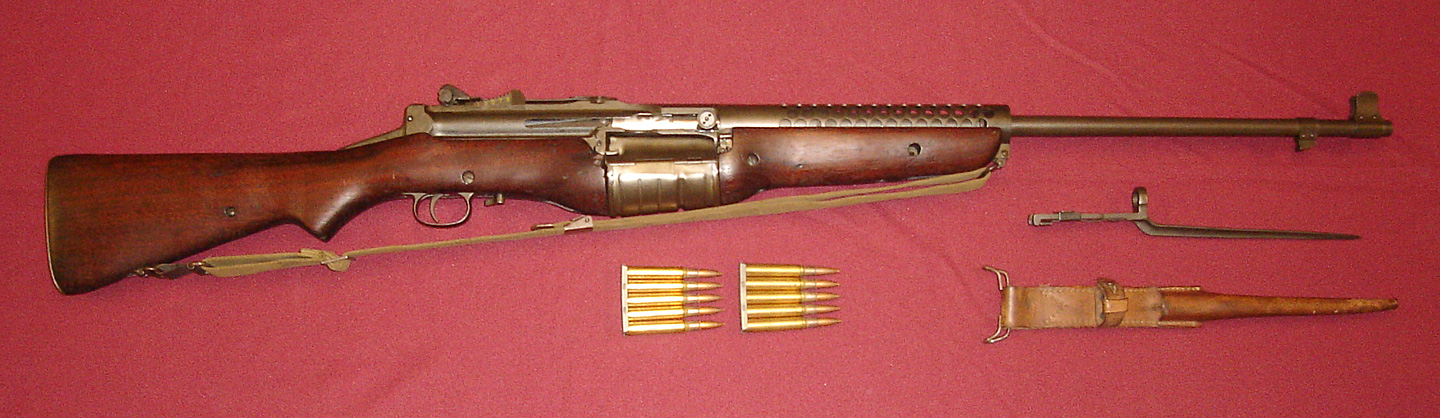
M1941の付属品類（銃剣、負革、剣差、挿弾子）

軍部が特に懸念を示したのは着剣時の動作である。着剣時には銃剣の重さによって反動が相殺され、銃身を十分後退させることができない可能性があった。また、刺突の際には当然銃身が後退するため、閉鎖が解除されて一時的に射撃が行えなくなった。最初に提案されたのは、17インチの銃剣をハンドガードの側面に取り付けるというアイデアである。この案は却下され、最終的には8インチのスパイク型銃剣を銃身下に取り付ける方式が採用された。この銃剣の重量は0.35ポンドほどで、銃身の後退に影響を与えないものとされた。

## 歴史

### 次期主力小銃候補として
予備役海兵大尉でもあった弁護士のメルヴィン・ジョンソンは、当時次期主力小銃の有力候補と目されていた半自動小銃に否定的な評価を下した銃器設計者の1人だった。ジョンソンの見解において、2つの有力候補、すなわちジョン・ガーランド設計案（M1ガーランド）とジョン・ピダーセン設計案（ピダーセン自動小銃）は、いずれも欠陥があり、大量生産にも向かないとされた。こうしてジョンソンは信頼性や射撃精度がより優れ、量産にも適した小銃の設計に着手し、1935年にスクラップ部品を用いて最初の試作品を完成させた。1937年9月28日には一連の銃器設計に関連する最初の特許（アメリカ合衆国特許第 2,094,156号）を取得している。
1936年にはガーランド設計案の採用が決定していたものの、何度かの交渉を経て、1938年6月にはジョンソンが設計した反動利用式小銃および軽機関銃の非公式試験の実施が陸軍武器省によって認められた。1938年8月、マーリン・ファイアアームズ社にてジョンソンの特許のもと製造された試作品を用い、アバディーン試験場にて最初の評価試験が実施された。その後、試験結果を受けた改良が図られた。強度不足が指摘された箱型弾倉に代わって、特徴的なロータリー型弾倉が採用されたのもこの時だった。

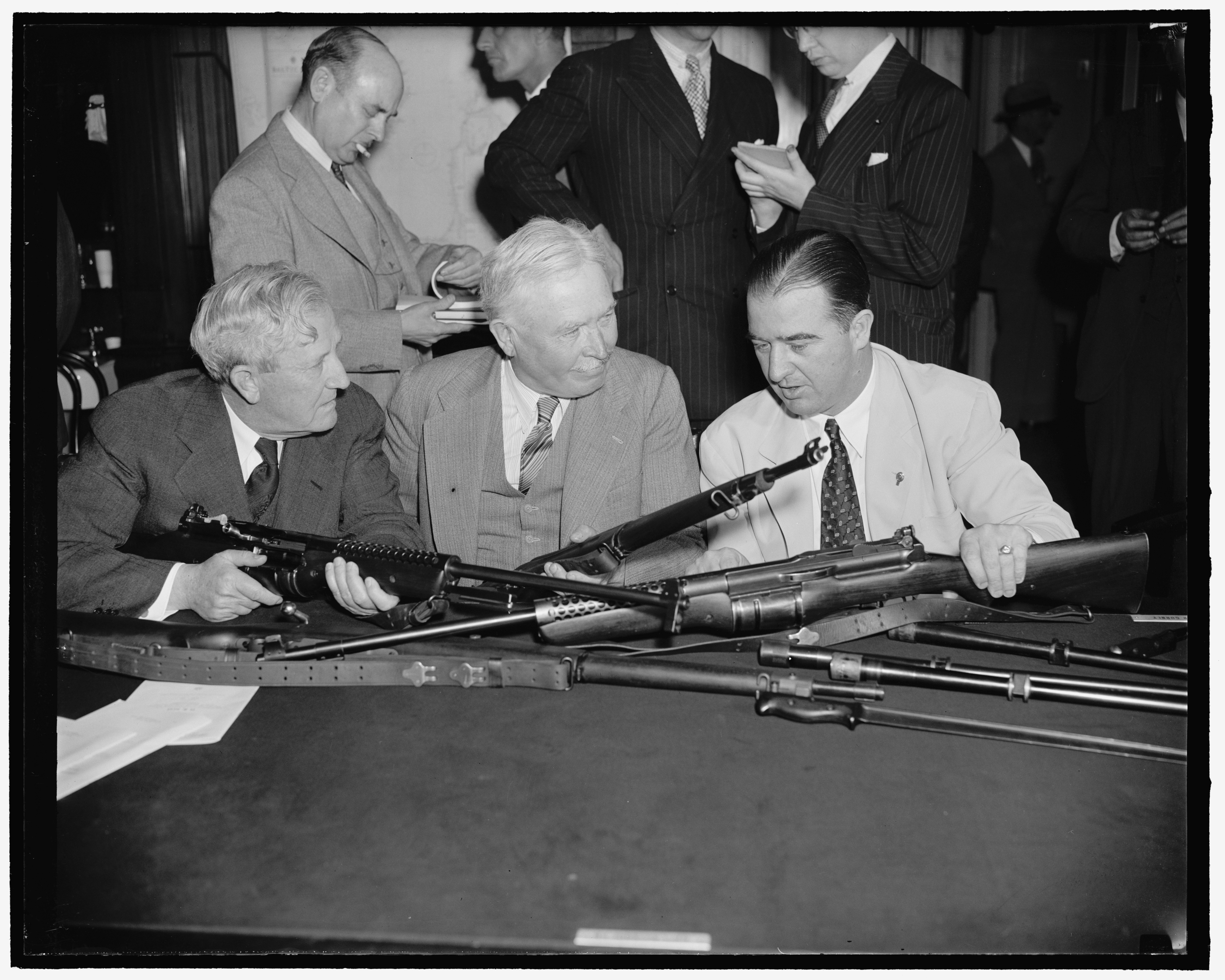
M1941小銃とM1小銃の比較審査を行う政府高官ら。左から上院軍事委員会議長モーリス・シェパード上院議員、陸軍歩兵総監ジョージ・A・リンチ将軍、ハッピー・チャンドラー上院議員。（1940年）

改良を加えた新たな試作品の製造は、以前にもジョンソンの手がけた民生用ライフルの製造を行ったことのあるタフト＝パース社が担当した。1939年12月に2度目の試験が行われたが、1940年2月23日付の報告書によれば、着剣時の動作不良、弾倉の強度不足、砂塵などの異物侵入による動作不良といった点がジョンソン小銃の問題として指摘された。この時点でジョンソンは陸軍への売り込みを断念し、M1ガーランドの採用を躊躇していた海兵隊へと目を向けた。1940年5月、クアンティコ海兵隊基地にて海兵隊向けの最初の試験が行われた。以後の試験においてはガーランド小銃よりも高く評価されていたが、既に陸軍がガーランド小銃の採用を決定し、量産体制も整えられていたため、部品調達など兵站上の理由を背景に、1941年初めにジョンソンはM1ガーランドへの支持を表明し、自らの設計案を撤回した。しかし、ジョンソンはその後も改良を進めており、新たなモデルには軍での採用を想定したM1941という製品名が与えられた。なお、これはアメリカ軍における制式名称ではない。当時、採用年を用いる銃器の命名規則は既に廃止されていた。
ジョンソンは自ら手がけた銃器を軍部に売り込むにあたり、政治的な働きかけも積極的に行った。ガストラップ式を採用していた初期型M1ガーランドの不良や製造の遅れが報告された際には、上院委員会にて陸軍武器省を批判する証言を行った。既にスプリングフィールド造兵廠でM1ガーランドの量産が本格化し始めていた1940年にも上院小委員会での証言を行っている。こうした働きかけを受け、軍事委員会議長から上院に対し、ジョンソン小銃を制式名称M2半自動小銃（United States semiautomatic rifle, M2, caliber, .30）として採用するための法案が提出されている。しかし、この時点で改めて主力小銃を採用することは非現実的な選択と見なされ、陸軍長官によるM1ガーランドの推薦を以ってジョンソン小銃の不採用が決定したのだった。

### その後

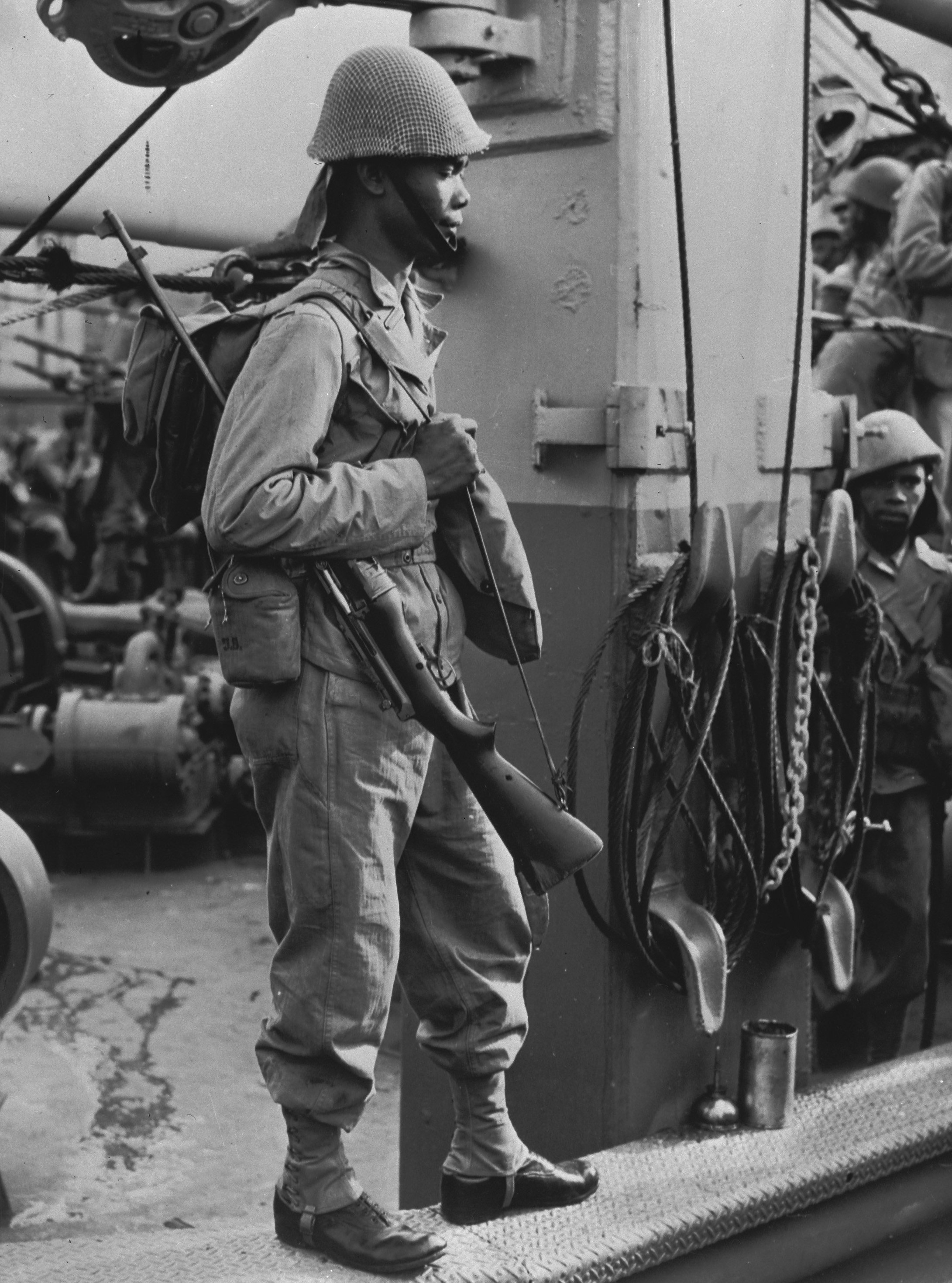
M1941を担いだ蘭印陸軍の兵士

1940年8月19日、オランダ購買委員会（Netherlands Purchasing Commission , NPC）は、ジョンソンが銃器の改良のため設立したジョンソン・オートマティクス社（Johnson Automatics, Inc.）と、10,200丁のジョンソン小銃および515丁のジョンソン軽機関銃を購入する契約を交わした。間もなくして10,200丁が追加発注され、合計20,400丁がオランダ向けに製造されることとなった。ジョンソン社は製造設備を保有していなかったため、クランストンの繊維工場を買収し、クランストン・アームズ社（Cranston Arms Company）が立ち上げられた。
オランダ向けのジョンソン小銃はオランダ領東インド陸軍および海軍向けの装備として配備されることが想定されていたが、まもなく日本軍の侵攻（蘭印作戦）が始まったため、現地に届いたジョンソン小銃はわずか3,000丁程度だった。
同時期、アメリカ海兵隊では落下傘部隊（パラマリーンズ）向けの装備として、銃身の着脱が容易なM1941に注目し、NPCにて在庫となっていたものを購入している。これらのジョンソン小銃は太平洋戦争初期の日本軍との戦いで使用された。実際にM1941を使用した海兵隊員からは、フィールドストリップの方法が複雑で、また小さな部品が多いため紛失しやすく、ガーランド小銃ほど交換部品の調達が容易ではない点が問題視された。一方、弾倉に途中給弾が行えること、長距離射撃時の精度に優れること、射撃時の反動が小さいことはガーランド小銃と比べた時の長所とされた。
1945年の硫黄島の戦いにて名誉勲章受章者となったロバート・ヒューゴ・ダンラップ海兵大尉は、製造番号A0009のジョンソン小銃を愛用していたと伝えられている。ダンラップはジョンソン小銃を「これまで作られた中で最も射撃精度に優れた小銃」と評し、常にこの銃を携行していた。ダンラップは2000年に死去するまで自宅にこの小銃を保管していた。この銃はその後銃器オークションに出品され、コレクター向けに銃器を売買する企業が落札し、ゲイルズバーグにある社内の公開スペースに展示している。
大戦末期にパラマリーンズが解散すると、M1941は大部分がNPCへと返還された。最終的な製造数は21,988丁で、オランダによる発注分に加え、1,588丁が追加生産されていた。1944年には、チリ軍向けに7x57mmモーゼル弾（スパニッシュ・モーゼル弾）仕様のモデルを1,000丁出荷した記録があり、これが追加生産分の大部分を占めた。また、チリ向けの7mm弾用銃身は、ブラジルの下請け業者が製造した。
1951年、アルゼンチン軍は長らく使用されてきたモーゼル式ボルトアクション小銃を更新する次期主力小銃たる自動小銃の選定に着手した。最初に上がった候補はドイツ製StG44突撃銃とアメリカ製M1ガーランドで、これらはドミンゴ・マテウ兵器廠（Fábrica Militar de Armas "Domingo Matheu"）にて試験用のクローン銃の製造が試みられることとなった。1953年夏、3つ目の候補としてM1941の名が挙げられた。ドミンゴ・マウテ兵器廠は先の2候補の製造に注力していたため、M1941のクローン銃は国営航空機械工場（IAME）が製造を担当した。M1ガーランドとM1941のクローン銃は、どちらもアルゼンチンで普及した7.65x53mmモーゼル弾仕様に再設計されていた。1954年、新設された国軍科学技術研究所（CITEDEF）で審査が始まったが、CITEDEF所長ネストラ・アラナ将軍（Nestor Arana）は、当時発表されたばかりだったベルギー製小銃FN FALに注目が集まっていることを踏まえ、3つのクローン銃の評価を保留とした。結局アルゼンチン軍はFALを次期主力小銃として採用することとなった。
1953年、ウィンフィールド・アームズ社はオランダ政府が保管していたM1941の部品を軍余剰品として購入し、カナダにて組み立てを行った上でアメリカ国内に輸入していた。これらの在庫が枯渇するのは1960年代半ばのことだった。ウィンフィールド社ではM1941をスポーツや狩猟用途のライフルに改修しており、使用弾を変更したモデルも数種類販売していた。

## ニックネームについて
ジョンソンは自らが試作した銃器に様々なニックネームを与えた。例えば自動小銃は「ベッツィ」(Betsy)、軽機関銃は「エマ」(Emma)、海軍向け20mm航空機関砲は「ベルタ」(Bertha)、自動式カービンは「デイジー・メイ」(Daisy Mae)と呼んでいた。由来については様々な予想が成されているが、ジョンソン自身の回顧録等でもこれらのニックネームの正確な由来は明かされていない。